# Phlebotomus perniciosus
Phlebotomus perniciosus és una espècie de dípter nematòcer de la família Psychodidae. És el vector que transmet el paràsit  Leishmania donovani  causant de la malaltia del Mediterrània anomenada kala-azar, una forma de leishmaniosi. El gos domèstic és el reservori natural del paràsit.
El mosquit també transmet els virus Toscana i virus del Nil Occidental. Només les femelles intervenen en la transmissió de la leishmaniosi a hostes humans.